# Asiago Hockey 2022-2023
Questa pagina contiene i dati relativi alla stagione hockeystica 2022-2023 della società di hockey su ghiaccio Asiago Hockey 1935.
A partire da questa stagione l'Asiago abbandona il campionato italiano e si iscrive al campionato internazionale ICE Hockey League organizzato dalla federazione austriaca e per questo denominato anche Österreichische Eishockey-Liga.

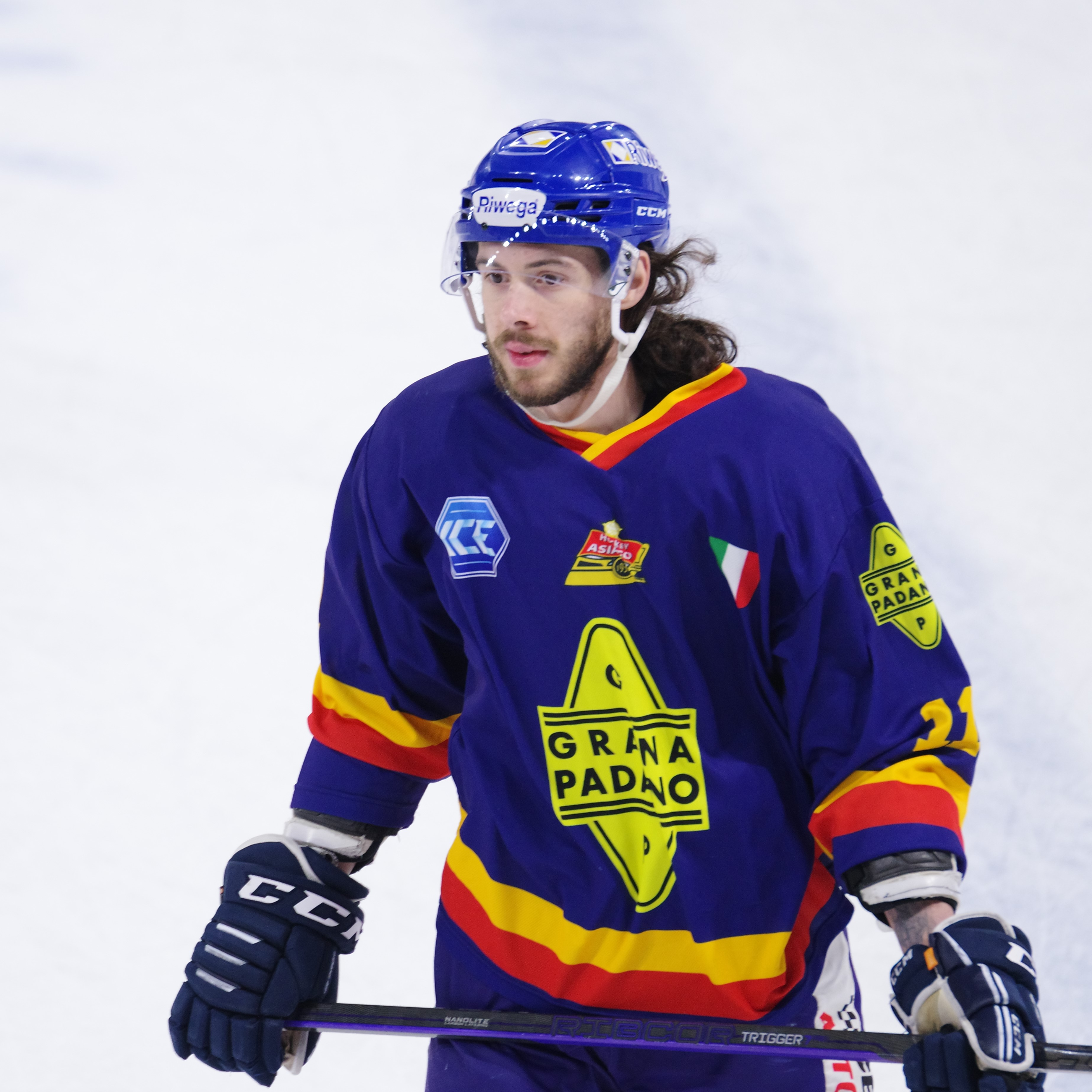
Il difensore canadese Giovanni Vallati con la divisa d'allenamento per la SuperFinal di IIHF Continental Cup 2022-2023

## Piazzamenti
- Österreichische Eishockey-Liga: 9º posto
- Continental Cup: SuperFinal - 4º posto
- Supercoppa italiana: 1º posto (6º titolo)

## Roster

### Portieri
- 35  Gianluca Vallini
- 37  Justin Fazio
- 58  Andrea Longhini

### Difensori
- 02  Francesco Forte - in prestito al Fassa dal 02/12/2022
- 04  Gregorio Gios
- 11  Giovanni Vallati
- 17  Lorenzo Casetti A
- 23  Stefano Marchetti - rientrato dalla squalifica il 4/11/2022
- 24  Randal Gazzola
- 29  Troy Rutkowski
- 44  Gabriele Parini - dal 5/11/2022 in prestito al farm team SG Cortina
- 89  Filippo Rigoni

### Attaccanti
- 07  Nicholas Porco
- 09  Bryce Misley
- 10  Samson Mahbod - dal 31/01/2023
- 13  Nicholas Saracino
- 16  Michele Stevan
- 19  Filippo Rigoni
- 22  Marek Vankúš - fino al 26/11/2022
- 28  Luke Moncada
- 40  Samuele Zampieri
- 42  Mark Simpson - dal 05/11/2022
- 53  Martin Castlunger - in prestito dal Fassa dal 02/12/2022
- 68  Michele Marchetti A
- 71  Anthony Salinitri
- 73  Adam Mascherin - fino al 26/10/2022
- 91  Allan McShane
- 92  Giordano Finoro
- 95  Marco Magnabosco C

### Staff
- Head Coach  Tom Barrasso
- Asst. Coach  Nicola Tessari
- Goaltending Coach   Jorma Valtonen
- Sports Manager  Renato Tessari
- Team Manager  Franco Vellar
- Equipment Manager  Simone Rigoni
- Physical Therapist  Luca Tagliaro
- Youth Hockey Supervisor  Marco Rosa
- Presidente  Piercarlo Mantovani